# حزب جاتثيكا بيرامونا
حزب جاتثيكا بيرامونا (بالتاميلية: தேசிய சுதந்திர முன்னணி)‏ هو حزب سياسي سريلانكي، أسس في 2008، وقد تم تأسيسه بواسطة ويمال ويراوانسا.

## أعضاء بارزون
- كود سباركل
- تحديث القائمة

- A. R. Anjan Umma
- P. Weerakumara Dissanayake
- Deepal Gunasekara
- Mohamed Mussammil
- N. D. N. P. Jayasinghe
- Piyasiri Wijenayake
- R. M. Padma Udhaya Shantha Gunasekera
- S. A. Jayantha Samaraweera
- Samansiri Herath